# Cai Zhenhua
Cai Zhenhua (蔡振华S, Cài ZhènhuáP; Wuxi, 3 settembre 1961) è un ex tennistavolista cinese.
Nel 2010 è stato inserito nella ITTF Hall of Fame.
È stato vicepresidente e segretario della Segreteria della Federazione sindacale cinese, ex vicedirettore dell'Amministrazione generale dello sport dello Stato.

## Carriera nel Tennis Tavolo
Dal 1980 al 1985 ha vinto numerose medaglie in singolare, doppio e a squadre nei Campionati asiatici di tennis da tavolo e nei Campionati mondiali di tennis da tavolo.

### Giocatore
Ha preso parte ai Campionati del Mondo 1981, 1983 e 1985, vincendo almeno un titolo ogni volta: nel 1981 in doppio con Li Zhenshi e con la squadra maschile cinese, nel 1983 con la squadra e nel 1985 in doppio misto con Cao Yanhua.
In singolo raggiunse la finale nel 1981 e nel 1983, dove perse contro Guo Yuehua. Conquistò anche due medaglie di bronzo, nel doppio misto con Cao Yanhua nel 1983 e nel doppio con Jiang Jialiang nel 1985.
Ha vinto diversi titoli ai Campionati asiatici. Nel 1980 e nel 1982 vinse con la squadra, e nel 1982 divenne anche campione asiatico individuale. Nel doppio raggiunse la finale nel 1980 con Shi Zhihao e nel 1982 con Jiang Jialiang.
Nel 1984 si è classificato al primo posto nella classifica mondiale ITTF.

### Allenatore
Cai Zhenhua ha allenato la Nazionale italiana dal 1985 al 1989. Poi è tornato in Cina ed è diventato l'allenatore della nazionale. Nel 1991 è stato promosso a capo allenatore. Ha lavorato come allenatore capo della squadra maschile cinese dal 1991 al 2004. 

## Altri incarichi
Nell'aprile 2007, Cai è diventato vicedirettore dell'Amministrazione generale dello sport dello Stato.
È stato eletto presidente della Chinese Badminton Association il 18 febbraio 2009 e presidente della Chinese Table Tennis Association il 27 febbraio 2009.

## Nei Media
È uno dei personaggi del film del 2023 Ping Pong - Il ritorno. Storia incentrata nel periodo dal 1990 al 1995 in cui la nazionale cinese perse e riconquistò la leadership mondiale.
Cai Zhenhua è raffigurato su un francobollo dell'ufficio postale svedese da 3,20 corone svedesi, emesso per i Campionati mondiali di ping pong del 1985 a Göteborg il 14 marzo 1985 (Michel n. 1327).